# コリアーテ
コリアーテ（伊: Cogliate）は、イタリア共和国ロンバルディア州モンツァ・エ・ブリアンツァ県にある、人口約8,400人の基礎自治体（コムーネ）。

## 地理

### 位置・広がり

#### 隣接コムーネ
隣接するコムーネは以下の通り。括弧内のCOはコモ県、VAはヴァレーゼ県所属を示す。
- バルラッシーナ
- チェリアーノ・ラゲット
- チェザーノ・マデルノ
- レンターテ・スル・セーヴェゾ
- ミジント
- セーヴェゾ
- ロヴェッロ・ポッロ (CO)
- サロンノ (VA)

### 気候分類・地震分類
気候分類では、zona E, 2502 GGに分類される。
また、イタリアの地震リスク階級 (it) では、zona 4 (sismicità molto bassa) に分類される。